# Ravages
Pour les articles homonymes, voir Ravage.
Ravages est un téléfilm français réalisé en 2006 par Christophe Lamotte et diffusé pour la première fois à la télévision le 20 novembre 2007 sur Arte. Il dure 95 minutes.

## Synopsis
Pour avoir braqué un restaurant chinois, Sarah, une délinquante multirécidiviste de 16 ans, est arrêtée par la police à Marseille. À sa sortie, la juge lui offre une dernière chance : intégrer un centre d'éducation renforcée pour mineures en Ardèche. Elle y rencontre Ornella, une jeune Zaïroise condamnée pour prostitution, Rhadija, une Algérienne au comportement violent, et Merhane, une adolescente marocaine arrêtée avec 500 grammes de shit. Sarah est déstabilisée par l'arrivée d'une cinquième pensionnaire, sa demi-sœur...

## Fiche technique
- Réalisation : Christophe Lamotte
- Scénario : Pierre Chosson et Christophe Lamotte
- Date de diffusion : le 20 novembre 2007 sur Arte

## Distribution
- Laurie Lefret : Sarah
- Marie Kremer : Florence
- Iris Vincent : Ornella
- Hafsia Herzi : Merhane
- Sabrina Ouazani : Radhija
- Samir Guesmi : Malek
- Carole Franck : Valérie
- Antoine Chappey : Benoît
- Guillaume Gouix : Vincent